# Jacobya cavicollis
Jacobya cavicollis is een keversoort uit de familie bladkevers (Chrysomelidae). De wetenschappelijke naam van de soort werd in 1880 gepubliceerd door Léon Marc Herminie Fairmaire.